# Aberace (právo)
Aberace (lat. aberratio ictus, také odchýlení rány) je v trestním právu jeden ze zvláštních druhů skutkového omylu, který není výslovně upraven v § 18 trestního zákoníku, ale vyplývá z nauky trestněprávní vědy. Spočívá v tom, že až v samotném průběhu příčinné souvislosti pachatel, který má v úmyslu způsobit škodu osobě X, ji omylem či náhodou způsobí osobě Y (např. vystřelí na osobu X s úmyslem ji usmrtit, ale netrefí se a zastřelí osobu Y). Výsledkem je, že pachatelova představa kauzálního průběhu trestného činu se neshoduje se skutečností. Případ se následně hodnotí jako jednočinný souběh nedbalostního trestného činu proti osobě Y a pokusu o úmyslný trestný čin vůči osobě X. Pod aberaci ale také spadají případy, kdy pachatel zasáhne jak osobu Y, tak osobu X.